# Григалава, Гиа Александрович
Гиа Алекса́ндрович Григала́ва (груз. გია ალექსანდრეს ძე გრიგალავა; 5 августа 1989, Кутаиси) — российский и грузинский футболист, защитник сборной Грузии. Мастер спорта России.

## Биография
Гиа Григалава родился 5 августа 1989 года в городе Кутаиси. Отец Гии, Александр Григалава, трёхкратный чемпион Советского Союза по регби в составе кутаисского «Строителя». В возрасте 8 лет Григалава вместе с родителями переехал из Кутаиси в Ростов-на-Дону, поначалу юный Гиа не разговаривал на русском языке, но со временем стал говорить почти без акцента.
В возрасте 9 лет Гиа записался в футбольную секцию ростовского «Локомотива», первым тренером стал Валерий Иванович Макаренко. Сначала футболист играл на позиции нападающего, но затем был переведён в защиту. В «Локомотиве» Григалава проучился до седьмого класса, затем перешёл в футбольную секцию «Ростсельмаша», где тренером был Сергей Селин. После окончания футбольной секции «Ростова», а именно такое название получил клуб «Ростсельмаш» в 2003 году, Гиа был взят в молодёжный состав «Ростова».

### Клубная карьера
С 2006 года Григалава выступал за дублирующий состав «Ростова», проведя за команду в сезоне 2006/2007 46 матчей и забив 1 гол. 20 сентября 2006 года дебютировал за основной состав «Ростова» в матче 1/16 Кубка России 2006/07 против подмосковных «Химок». Гиа отыграл весь матч, а его клуб уступил «Химкам» со счётом 0:1. Свой второй матч в Кубке России Гиа провёл 4 апреля 2007 года в рамках 1/4 финала турнира против брянского «Динамо», Григалава провёл на поле 61 минуту, после чего его заменили. Матч завершился поражением «Ростова» со счётом 1:2. В апреле 2007 года Гиа был дисквалифицирован КДК РФС на четыре матча за удар соперника ногой в матче дублирующих составов «Ростова» и «Томи».

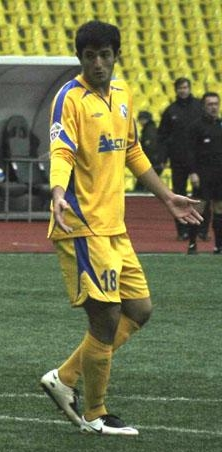
Григалава в составе «Ростова»

Дебют Григалавы в чемпионате России за «Ростов» состоялся 3 ноября 2007 года в матче 29 тура против московского «Спартака». Григалава вышел на замену в начале второго тайма вместо Милана Вьештицы, а спустя 24 минуты был заменён на полузащитника Андрея Бочкова. Матч завершился уверенной победой «Спартака» со счётом 3:0.
Летом 2008 года Григалава перешёл в клуб первого дивизиона ростовский СКА. Гиа довольно быстро стал игроком основного состава, в своём дебютном сезоне 2008 за СКА Григалава провёл 25 матчей и забил 2 мяча, а также получил за сезон шесть жёлтых карточек. СКА завершил сезон на 13-м месте в чемпионате.
В январе 2009 года Григалава отправился на просмотр в нидерландский «Аякс» из Амстердама. В «Аяксе» Гиа пробыл одну неделю, тренировался в молодёжном составе амстердамцев. Гиа произвёл хорошее впечатление на тренеров «Аякса», но до подписания контракта дело не дошло. 3 февраля 2009 года Гиа на правах аренды перешёл в клуб «Москва» на один год, после окончания аренды клуб получал право выкупить трансфер футболиста. Дебютировал Гиа за «Москву» 5 февраля 2009 года в товарищеском матче против немецкого «Магдебурга», который проходил в Турции. Григалава появился на поле во втором тайме, но его команды в итоге уступила со счётом 0:1.
В чемпионате России 2009 дебютировал 4 апреля 2009 года в матче 4 тура против казанского «Рубина», Григалава провёл на поле 70 минут, после которых его заменили на нападающего Игоря Стрелкова, матч же завершился вничью 0:0. 22 апреля 2009 года Григалава сыграл свой первый кубковый матч в составе «Москвы», в 1/4 финала Кубка России «горожане» встретились с «Томью» и победили со счётом 2:1, Гиа провёл на поле все 90 минут. Спустя две недели, 6 мая, Григалава принял участие в полуфинале Кубка России против казанского «Рубина», на домашнем стадионе «Москва» потерпела поражение со счётом 0:1 и выбыла из розыгрыша Кубка России, единственный мяч в матче забил Александр Рязанцев на 49-й минуте. В матче 12-го тура чемпионата России, который состоялся 14 июня, футболисты «Москвы» неожиданно нанесли поражение московскому ЦСКА со счётом 2:0. По итогам 12 туров, после которого в чемпионате начинался трёхнедельный перерыв, «горожане» возглавили турнирную таблицу первенства, опережая всего на два очка казанский «Рубин». В июле чемпионат возобновился, Григалава сыграл во всех июльских матчах клуба, в том числе и в 1/16 финала Кубка России сезона 2009/10. Но после 22-го тура, в котором «горожане» потерпели сокрушительное поражение от «Локомотива» со счётом 4:0, Григалава в составе команды не появлялся. В итоге «Москва» заняла в чемпионате шестое место, отстав на 15 очков от казанского «Рубина», выигравшего свой второй чемпионский титул в подряд.
После окончания чемпионата президент «Москвы» Игорь Дмитриев заявил, что клуб намеревается выкупить права на Григалаву у ростовского СКА, однако руководство армейского клуба повысило цену на игрока. 26 ноября 2009 года Григалаве было присвоено звание «Мастера спорта России». В середине января 2010 года Григалава на правах аренды перешёл в «Ростов», в котором ранее уже выступал.
В 2011 году Григалава перешёл в стан новичка РПЛ нижегородской «Волги». В 2013 перешёл в «Анжи». В январе 2015 года попал в скандальную ситуацию с употреблением наркотических средств, из-за которой контракт с ним может быть расторгнут. 10 февраля клуб заявил, что контракт с игроком расторгнут «по обоюдному согласию сторон». Из-за этой истории в последний момент сорвался его переход в ФК «Амкар». В летнее трансферное окно перебрался в клуб «Пафос», выступающий в Первой лиге Кипра.
14 января 2017 года было объявлено о переходе в футбольный клуб «Арсенал» (Тула). Контракт Григалавы с «Арсеналом» подписан по системе «1,5+1».

### Карьера в сборной
В феврале 2009 года Григалава заявил, что он пока не заигран ни за сборную Грузии, ни за Россию. В июне 2009 года Гиа был вызван в расположение молодёжной сборной России. Дебютировал Гиа 9 июня 2009 года в матче отборочного турнира к чемпионату Европы 2011 года против сборной Фарерских островов, который завершился неожиданным поражением подопечных Игоря Колыванова со счётом 1:0.
Дебютировал за национальную сборную Грузии 3 июня 2011 года в отборочном матче на ЧЕ-2012 с хорватами.